# 番子坡
番子坡，原寫為番兒陂，是台灣新竹縣竹北市的一個傳統地域名稱，位於該市東北部。相較於今日行政區，其範圍大致與泰和里相近。

## 歷史
台灣清治末期至日治前期，番子坡地區為一街庄，稱為「番兒陂庄」，隸屬於竹北一堡。該庄昔日北及東北隔鳳山溪主流及分流與大眉庄、鳳山崎庄、枋寮庄為界，東南隔頭前溪分流犁頭山庄為界，南邊為豆兒埔庄，西邊為新社庄、溝貝庄。
1901年（日治明治三十四年）11月，全台廢縣廳改設二十廳，該庄隸屬於新竹廳。1909年（明治四十二年）10月，合併二十廳為十二廳，該庄隸屬不變。1920年（大正九年），廢十二廳改設五州二廳，該庄改制並雅化為「番子坡」大字，隸屬於新竹州新竹郡舊港庄。1941年（昭和十六年），舊港庄與六家庄合併成立竹北庄，本地區改隸之。
戰後竹北庄改制為竹北鄉，隸屬於新竹縣，大字亦改制為村。1950年桃、竹、苗分治，本地區隸屬不變。1988年，竹北鄉升格為竹北市，村亦改制為里。

## 交通
台鐵縱貫線是台灣西部縱向鐵路幹線，大致以西北—東南走向轉東北—西南走向經過番子坡地區中部，並於南部邊界處設有竹北車站。該站屬三等站，停靠部分自強號、莒光號列車及全部區間車，乘客藉此前往台鐵沿線各地。
中山高速公路（國道1號）又稱「中山高速公路」，是台灣西部最早興建的縱向高速公路，大致以西北—東南走向轉北北東—南南西走向蜿蜒經過本地區東部，境內未設交流道。北側最近的是位於湖口工業區東部（番子湖地區）的湖口交流道，南側最近的是竹北新市區光明六路交會口的竹北交流道，由此等進入可快速前往南北各地。
省道台1線又稱「縱貫公路」，是台北至屏東楓港的傳統幹道，大致以北北西—南南東走向轉縱向經過本地區西部接近邊界地帶，向北北西轉西北再繞大彎後轉東北可前往新豐、老湖口、楊梅等地，向南可前往竹北市區、新竹、香山、頭份等地。
水防道路、環北路二段、中和街、博愛街是本地區內部主要的連絡道路。